# Ruvubu
Rijeka Ruvubu (također se piše Rurubu i Ruvuvu) je rijeka u središnjoj Africi, pritok Kagere, čije porječje obuhvaća najudaljeniji, južni dio slijeva Nila. Ukupne je dužine 416 km, s površinom porječja od 11840 km2, koje pokriva središte Burundija. Njezin pritok Ruvyironza neki smatraju najudaljenijim izvorom rijeke Nil.
Ruvubu je dobila ime po kirundijskoj riječi za nilskog konja, imvubu, jer je rijeka dom velikoj populaciji nilskih konja.

## Tok rijeke
Ruvubu izvire na sjeveru Burundija, u blizini grada Kayanza, na grebenu Kongo-Nil kod Ngoge, na nadmorskoj visini od 2,300 metara. Zatim teče kroz Burundi od sjeverozapada prema jugoistoku do Mugere. Kod grada Gitege prima desni pritok Ruvyironzu. Odatle ide sjeveroistočno, kroz nacionalni park Ruvubu, do granice s Tanzanijom. Jednim dijelom čini granicu Burundija i Tanzanije, zatim ulazi u Tanzaniju i teče do sutoka s rijekom Nyabarongo na granicu Ruande i Tanzanije, u blizini slapova Rusumo, čime formira rijeku Kageru.
Teče u dužini od 285 km kroz Burundi, i obuhvaća većinu burundijskog dijela sliva rijeke Nil
Pritoke na objema obalama uključuju rijeke Kinyankuru, Ndurumu, Nyakigezi, Nkoma, Mubarazi, Ruvyironza, Nyabaha i Kayongozi. Većina ovih rijeka izvire na grebenu Nila u Kongu. Ruvubu prolazi kroz prirodne regije Buyenzi, Kirimiro i Bweru. Močvare Ruvubu uglavnom su poplavljene stalnim močvarama.

## Vanjske poveznice
|  | Zajednički poslužitelj ima još gradiva o temi Ruvubu |